# كلفن كلارك
كلفن كلارك (بالإنجليزية: Kelvin Clarke)‏ (16 يوليو 1957 في المملكة المتحدة - ) هو لاعب كرة قدم بريطاني في مركز الدفاع. لعب مع نادي والسول.